# 長澤氏
長澤氏（ながさわ し）は、日本の武家の一つ。